# (12142) Franklow
(12142) Franklow – planetoida z pasa głównego asteroid okrążająca Słońce w ciągu 5 lat i 208 dni w średniej odległości 3,14 j.a. Została odkryta 24 września 1960 roku w Leiden przez Cornelisa van Houtena, Ingrid van Houten oraz Toma Gehrelsa. Nazwa planetoidy pochodzi od Franka Lowa (ur. 1933), amerykańskiego fizyka i astronoma. Przed nadaniem nazwy planetoida nosiła oznaczenie tymczasowe (12142) 4624 P-L.